# كأس العالم لكرة الماء فينا 1993
كأس العالم لكرة الماء (فينا) 1993 كان الموسم الثامن من كأس فينا، ونظمت من قبل الاتحاد الدولي للسباحة (FINA). وجرت المنافسات في أثينا، اليونان.
وتوج منتخب إيطاليا بكأس البطولة. فيما حل منتخب المجر في المركز الثاني، ومنتخب أستراليا في المركز الثالث.

## الترتيب النهائي
| الترتيب | الفريق           |
| ------- | ---------------- |
| الأول   | إيطاليا          |
| الثاني  | المجر            |
| الثالث  | أستراليا         |
| 4.      | الولايات المتحدة |
| 5.      | روسيا            |
| 6.      | ألمانيا          |
| 7.      | اليونان          |
| 8.      | كوبا             |

| كأس العالم لكرة الماء فينا 1993 |
| ------------------------------- |
| · إيطاليا · للمرة الأولى        |